# NGC 7000

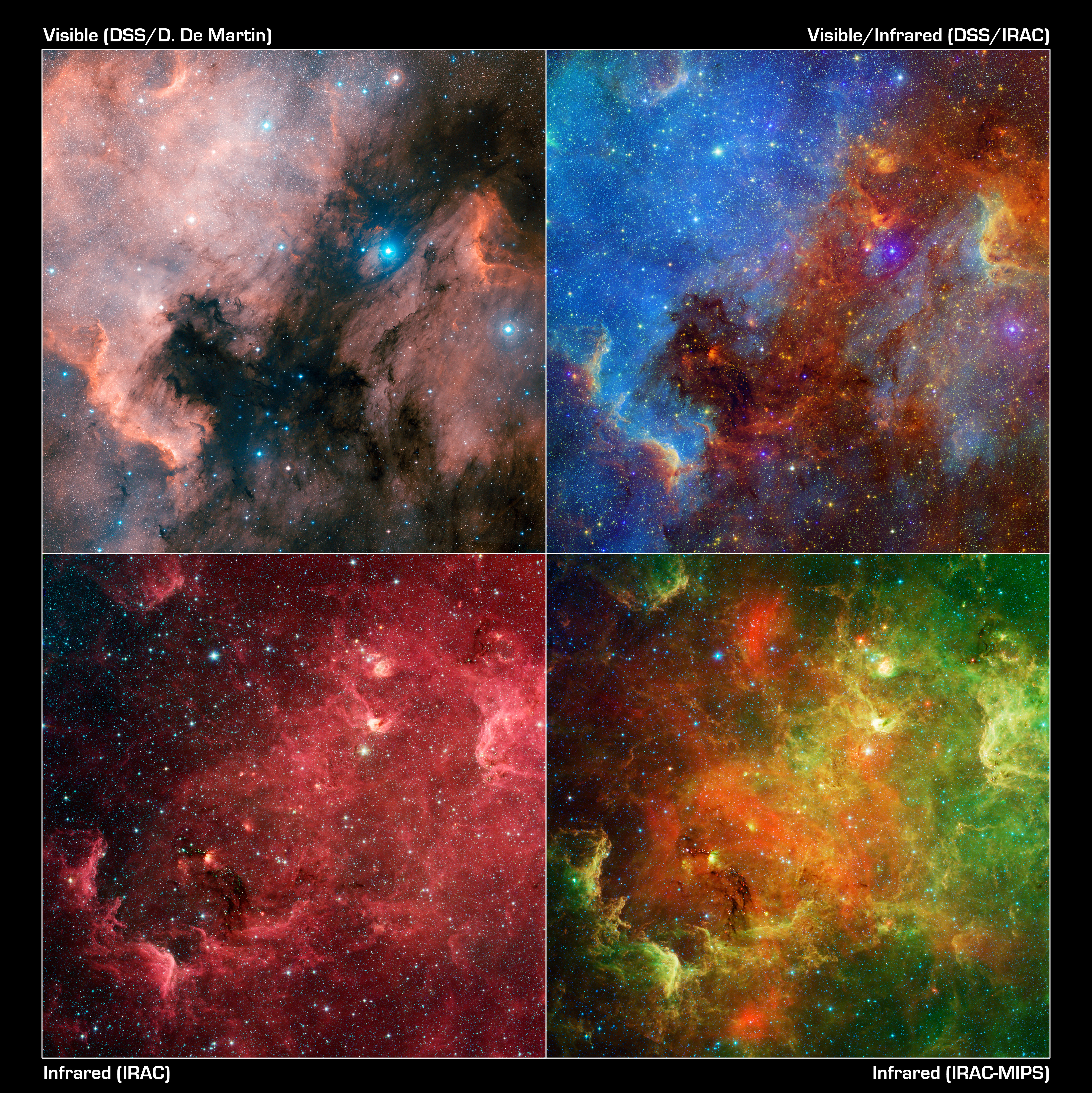

NGC 7000 é uma nebulosa localizada na constelação do cisne a uma ascensão reta de 20 horas, 59 minutos e 18.0 segundos e sua declininação de +44º30'60.0", também é conhecida como Nebulosa da América do Norte.